# بانوان، آقایان
بانوان، آقایان نمایشنامه‌ای از محمد چرمشیر است، که در سال۱۳۶۶ نوشته شده و در سال ۱۳۸۱ توسط نشر کارگاه تئاتر ایران به‌چاپ رسیده است،